# ERMファミリー
ERMファミリー(ERM protein family)は、3つの密接に関連するタンパク質であるエズリン、ラディキシン及びモエシンからなる。脊椎動物はこの3つのパラログを持つが、その他の種はERM遺伝子を1つだけ持つ。従って、脊椎動物のパラログは遺伝子重複により生じたと考えられている。
ERMタンパク質は、進化を通じて高度に保存されている。脊椎動物、ショウジョウバエ属、カエノラブディティス・エレガンスのホモログのN末端及びC末端領域は、75%以上の配列同一性が見られる。

## 構造
ERMタンパク質は、以下の3つのドメインを含む。
- FERMドメインと呼ばれるN末端の球状ドメイン。このドメインがあるため、ERMファミリーのタンパク質は細胞膜の膜内在性タンパク質や細胞膜直下に局在している足場タンパク質と相互作用することができる[6]。FERMドメインは、F1、F2、F3の3つのサブドメインから構成され、クローバーの葉状に配置されている。
- 伸長したαヘリカルドメイン
- 荷電したC末端ドメイン。このドメインがF-アクチンとの相互作用を介在する。

エズリン、ラディキシン及びモエシンは、中央のヘリカルドメインとC末端ドメインの間にポリプロリン領域を持つ。

## 機能
ERMタンパク質は、マイクロフィラメントと細胞膜を架橋する。マイクロフィラメントと細胞膜の相互作用部位にCD44と共局在しており、N末端ドメインでCD44と、C末端ドメインでマイクロフィラメントと結合している。
モエシンは、in vitroではN末端のFERMドメインを介して微小管と直接結合し、in vivoでは細胞皮質の微小管を安定させる。この相互作用は、有糸分裂における特定のERM依存的機能に必要である。

## 活性化
ERMタンパク質は高度に制御されたタンパク質であり、以下の2つの形で存在する。
- FERMドメインはF-アクチン結合部位と相互作用し、この相互作用がERMタンパク質の折り畳み型を維持する。この状態では、膜内在性タンパク質やアクチンとの結合が阻害され不活性となっている。
- この相互作用がなければ、ERMタンパク質は非折り畳み型を取り、分子が開いて活性型となる。

培養細胞では、約80–85%が折り畳み型を取る。
現在のモデルでは、以下の2段階を経るとされる。
- 最初に、ホスファチジルイノシトール4,5-ビスリン酸が細胞膜と相互作用し、ERM分子が開く前段階(pre-opening)を誘導する。
- 次に、未同定のキナーゼがC末端ドメインの高保存領域のトレオニンをリン酸化し、このリン酸化が分子が開いた状態を安定化する。